# Napoleon (Ohio)
Pour les articles homonymes, voir Napoléon (homonymie).
La ville de Napoleon est le siège du comté de Henry, dans l’État de l’Ohio, aux États-Unis. Sa population s’élevait à 8 749 habitants lors du recensement de 2010, estimée à 8 207 habitants en 2019.

## Histoire
La zone autour de la ville était autrefois connue comme le "Great Black Swamp" ("Grand marais noir"). Cette région a été ouverte à la colonisation européenne après la Bataille de Fallen Timbers en août 1794, qui a eu lieu à environ 40 kilomètres à l’est.
La ville de Napoleon a été fondée en 1832 et porte le nom de l’empereur français Napoléon Bonaparte.

## Patrimoine
- Église Saint-Augustin, construite en 1881 (catholique).